# Oliarus hsui
Oliarus hsui är en insektsart som beskrevs av Tsaur 1990. Oliarus hsui ingår i släktet Oliarus och familjen kilstritar. Inga underarter finns listade i Catalogue of Life.